# Torneo de Estrasburgo 2015
El Internationaux de Strasbourg 2015 es un torneo profesional de tenis jugado en canchas de arcilla. Es la 29ª edición del torneo que forma parte de la WTA Tour 2015. Se llevará a cabo en Estrasburgo, Francia, entre el 18 y el 23 de mayo de 2015.

## Cabeza de serie

### Individual
| Tenista         | Ranking | Preclasificada |
| Madison Keys    | 17      | 1              |
| Jelena Janković | 20      | 2              |
| Samantha Stosur | 27      | 3              |
| Alizé Cornet    | 28      | 4              |
| Zarina Diyas    | 34      | 5              |
| Coco Vandeweghe | 35      | 6              |
| Madison Brengle | 36      | 7              |
| Mona Barthel    | 38      | 8              |

- Ranking del 11 de mayo de 2015

### Dobles
| Tenista                           | Ranking | Preclasificada |
| Chuang Chia-jung Liang Chen       | 133     | 1              |
| Nadiia Kichenok Zheng Saisai      | 161     | 2              |
| Raquel Kops-Jones Taylor Townsend | 163     | 3              |
| Jocelyn Rae Anna Smith            | 172     | 4              |

## Campeonas

### Individuales
Samantha Stosur venció a  Kristina Mladenovic 3-6, 6-2, 6-3

### Dobles
Chia-Jung Chuang /  Chen Liang vencieron a  Nadiia Kichenok /  Saisai Zheng por 4-6, 6-4 [12-10]